# 1979 en sport
Cet article présente les faits marquants de l'année 1979 en sport.

## Alpinisme
- 12 juillet : l'alpiniste italien Reinhold Messner gravit, sans bouteille d'oxygène, le mont K2, le plus difficile sommet de l'Himalaya.

## Athlétisme
- 6 juillet : le Britannique Sebastian Coe améliore le record du monde du 800 m de près d'une seconde en 1 min 42 s 3.
- 12 septembre : l'Italien Pietro Mennea améliore le record du monde du 200 m en 19 s 72.

## Automobile
- 1er janvier : premier rallye Paris-Dakar : 200 participants, dix mille kilomètres (auto ou moto).
- 26 janvier : Bernard Darniche remporte le rallye Monte-Carlo.
- Porsche remporte les 24 Heures du Mans avec l'équipage Klaus Ludwig, Bill Whittington et Don Whittington.
- Jody Scheckter remporte le Championnat du monde de Formule 1 au volant d'une Ferrari.
- Saison inaugural du Championnat BMW M1 Procar, remportée par Niki Lauda.

## Baseball
- Les Pirates de Pittsburgh remportent la Série mondiale face aux Orioles de Baltimore.
- Finale du championnat de France : Nice UC bat BCN.

## Basket-ball
- NBA : les SuperSonics de Seattle sont champions NBA face aux Bullets de Washington 4 manches à 1.
- Le Mans est champion de France.

## Course camarguaise
- Frédéric Lopez remporte la Cocarde d'or.

## Cyclisme
- 22 juillet : Bernard Hinault remporte son deuxième Tour de France.

## Football
- 12 mai : Arsenal FC remporte la FA Challenge Cup face à Manchester United (3-2).
- 1er juin : le Racing Club de Strasbourg est champion de France D1.
- 16 juin : Nantes remporte la Coupe de France.

## Football américain
- 21 janvier : Super Bowl XIII : Steelers de Pittsburgh 35, Cowboys de Dallas 31. Article détaillé : Saison NFL 1978.

## Golf
- Les Américains s'imposent sur les Européens dans la Ryder Cup : 17-11.

## Hockey sur glace
- Les Canadiens de Montréal remportent la Coupe Stanley.
- Coupe Magnus : Chamonix champion de France.
- SC Berne champion de Suisse.
- L’Union soviétique remporte le championnat du monde.
- 1979 Challenge Cup entre une équipe d'URSS et une sélection de la Ligue nationale de hockey
- Les Nordiques de Québec, les Oilers d'Edmonton, les Jets de Winnipeg et les Whalers de Hartford sont admis dans la Ligue nationale de hockey après d'âpres négociations.

## Jeux méditerranéens
- La huitième édition des Jeux méditerranéens se tient du 15 au 29 septembre à Split (ex-Yougoslavie).

## Rugby à XIII
- 20 mai : à Toulouse, le XIII Catalan remporte le Championnat de France face au Carcassonne 17-2.
- 3 juin : à Albi, Villeneuve-sur-Lot remporte la Coupe de France face à Carcassonne 15-5.

## Rugby à XV
- Le Pays de Galles remporte le Tournoi.
  - Article détaillé : Tournoi des cinq nations 1979
- 27 mai : Le RC Narbonne est champion de France.
- 14 juillet : victoire de l'équipe de France en Nouvelle-Zélande face aux All Blacks : 19-24.

## Ski alpin
- Coupe du monde
  - Le suisse Peter Luscher remporte le classement général de la Coupe du monde.
  - L'Autrichienne Annemarie Moser-Pröll remporte le classement général de la Coupe du monde féminine.

## Ski nautique
- Déjà double champion d'Europe, le jeune Patrice Martin (15 ans) enlève son premier titre de champion du monde de figures.

## Tennis
- Open d'Australie
  - Guillermo Vilas gagne le tournoi masculin, Barbara Jordan s'impose chez les féminines.
- Tournoi de Roland-Garros
  - Björn Borg remporte le tournoi masculin, Chris Evert gagne dans le tableau féminin après trois ans d'absence.
- Tournoi de Wimbledon
  - Björn Borg gagne le tournoi masculin, Martina Navrátilová s'impose chez les féminines.
- US Open
  - John McEnroe gagne le tournoi masculin, Tracy Austin gagne chez les féminines.
- 16 décembre : Au Civic Auditorium de San Francisco, les États-Unis battent l'Italie 5-0 en finale de l'édition 1979 de la Coupe Davis.

## Naissances
- 1er janvier : Lincoln, footballeur brésilien.
- 17 janvier : Oleg Lisogor, nageur ukrainien, spécialiste de la nage brasse.
- 19 janvier : Svetlana Khorkina, gymnaste russe 11 fois championne d'Europe, 9 fois championne du monde et 2 fois championne olympique (1996 et 2000, aux barres asymétriques).
- 1er février : Anne-Sophie Mondière, judokate française, triplé médaillée mondiale et quintuple championne d'Europe.
- 4 février : Giorgio Pantano, pilote automobile italien.
- 16 février : Valentino Rossi, pilote moto italien.
- 18 février : Jean-Philippe Roy, skieur alpin canadien.
- 20 février : Simon Dufour, nageur français, spécialiste des épreuves de dos crawlé.
- 25 février : Virginie Dedieu, nageuse synchronisée française, triple championne du monde en solo.
- 28 février : Sébastien Bourdais, pilote automobile français.
- 2 mars : Damien Grégorini, footballeur français.
- 4 mars : Geoff Huegill, nageur australien, spécialiste de la nage papillon.
- 29 mars : Leon Hayward (1979-), joueur de hockey sur glace américain.
- 2 avril : Frédéric Lecanu, judoka français.
- 5 avril :
  - Elvis Vermeulen, joueur de rugby à XV français.
  - Andrius Velička, footballeur lituanien.
- 9 avril :
  - Mario Matt, skieur alpin autrichien, champion du monde de slalom géant en 2001 et 2007.
  - Ryan Cox, coureur cycliste professionnel sud-africain. († 1er août 2007).
- 13 avril :
  - Meghann Shaughnessy, joueuse de tennis américaine.
  - Baron Davis, joueur américain de basket-ball.
- 16 avril : Christijan Albers, pilote automobile néerlandais.
- 18 avril : Anthony Davidson, pilote automobile britannique.
- 19 avril : Mary Nakhumicha Zakayo, athlète handisport kényane.
- 22 avril : John Gadret, coureur cycliste français.
- 1er mai : Lars Berger, skieur nordique norvégien, champion du monde du 15 km style libre en 2007.
- 3 mai : Martin Sanchez, boxeur mexicain. († 2 juillet 2005).
- 7 mai : Élodie Lussac, gymnaste française.
- 12 mai : Joaquim Rodríguez, coureur cycliste espagnol.
- 14 mai : Mickaël Landreau, joueur de football français, gardien de but international.
- 25 mai :
  - Peguy Luyindula, joueur de football français d'origine congolaise.
  - Jonny Wilkinson, joueur de rugby à XV anglais.
- 22 juin : Thomas Voeckler, coureur cycliste français.
- 29 juin : Marleen Veldhuis, nageuse hollandaise.
- 30 juin : Sylvain Chavanel, coureur cycliste français.
- 5 juillet : Amélie Mauresmo, joueuse de tennis française.
- 11 juillet : Éric Abidal, joueur de football français.
- 14 juillet : Axel Teichmann, skieur de fond allemand.
- 17 juillet : Robin Szolkowy, patineur artistique allemand.
- 20 juillet : Miklos Fehér, footballeur hongrois. († 25 janvier 2004).
- 21 juillet : Andrej Voronin, footballeur ukrainien.
- 10 août : Kent Davyduke, joueur de hockey sur glace canadien.
- 19 août : João Correia, joueur de rugby portugais, évoluant au poste de talonneur.
- 3 septembre : Júlio César, footballeur brésilien.
- 21 septembre : Chris Gayle, joueur de cricket jamaïcain.
- 4 octobre :
  - Tom Whitaker, surfeur professionnel australien.
  - Julia Jung, nageuse allemande.
- 6 octobre : David di Tommaso, footballeur français. († 29 novembre 2005).
- 13 octobre : Mamadou Niang, footballeur sénégalais.
- 19 octobre : Johannes Eder, skieur de fond autrichien.
- 2 novembre : Lassi Huuskonen, sauteur à ski finlandais.
- 6 novembre : Alessandro Ballan, coureur cycliste italien.
- 10 novembre : anthony Réveillère, footballeur français.
- 30 novembre : Chris Atkinson, pilote automobile (rallye) australien.
- 5 décembre : Niklas Hagman, joueur de hockey sur glace finlandais qui évolue dans la Ligue nationale de hockey.
- 7 décembre : Lámbros Choútos, footballeur grec.
- 16 décembre : Daniel Narcisse, joueur de handball français.
- 20 décembre : Michael Rogers, coureur cycliste australien.
- 28 décembre : James Blake, joueur de tennis américain.

## Décès
- 11 juin : Loren Murchison, 80 ans, athlète américain. (° 17 décembre 1898).
- 22 juin : Louis Chiron, 79 ans, pilote automobile monégasque. (° 3 août 1899).
- 8 juillet : Elizabeth Ryan, 86 ans, joueuse de tennis américaine. (° 8 février 1892).
- 21 juillet : Sándor Kocsis, footballeur hongrois
- 21 août : Giuseppe Meazza, 68 ans, footballeur italien, champion du monde en 1934 et en 1938. (° 23 août 1910).
- 3 décembre : Dhyan Chand, 74 ans, joueur indien de hockey sur gazon, triple champion olympique lors des Jeux de 1928, 1932 et 1936. (° 29 août 1905).